# Российско-британские отношения

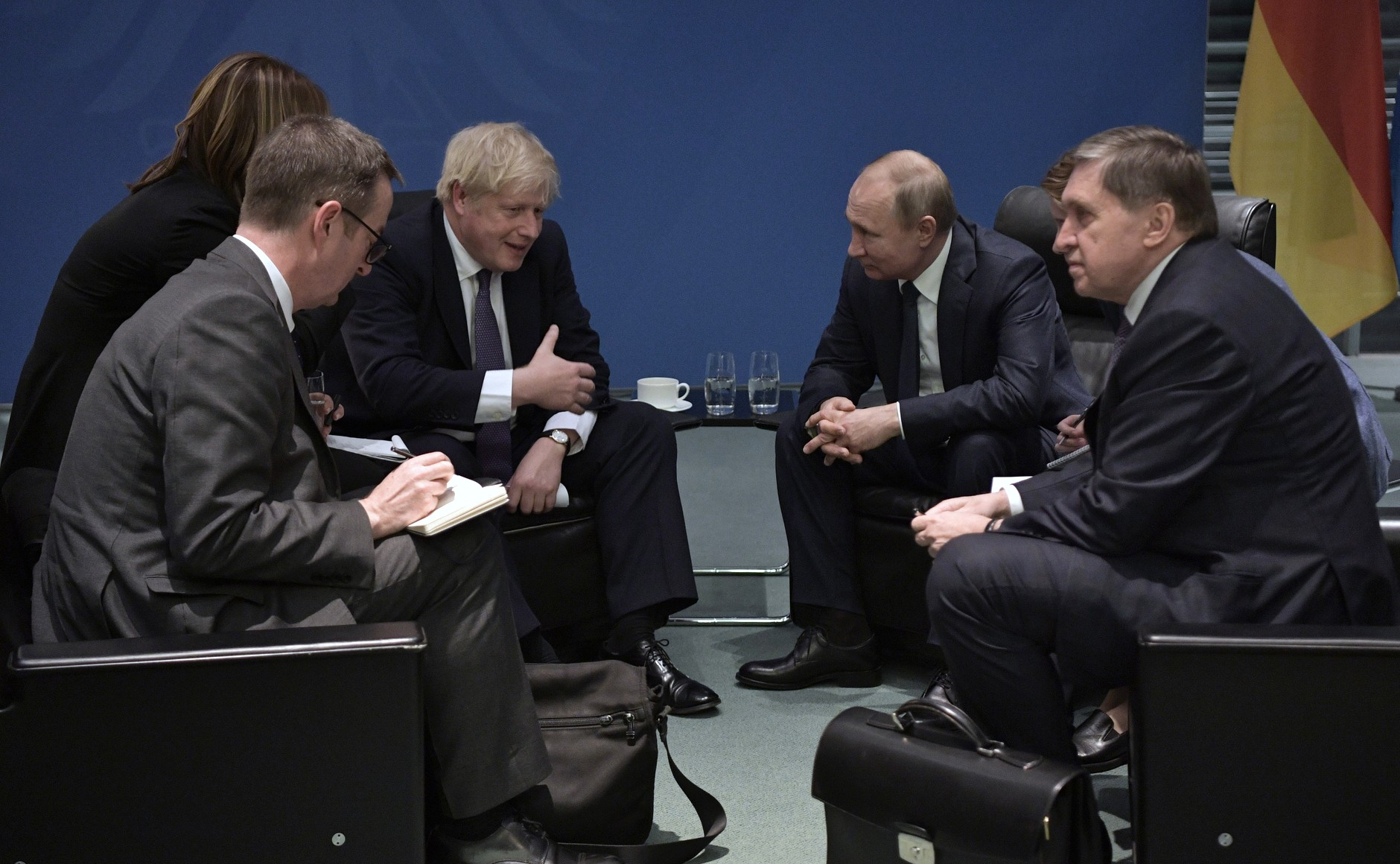
Премьер-министр Великобритании Борис Джонсон и президент России Владимир Путин на Ливийской конференции, январь 2020 года.

Российско-британские отношения, также англо-русские отношения — двусторонние отношения между Россией и Великобританией. Формальные отношения между монаршими дворами Англии и Русского государства установились в 1553 году. В начале XIX века Российская и Британская империи выступили союзниками против Наполеона; однако уже в период Крымской войны (1853—1856) Великобритания выступила против России в союзе с Османской империей, Францией и Сардинским королевством. Последовавшая борьба двух держав за контроль над Центральной Азией получила название «Большая игра». В начале XX века Великобритания, Франция и Россия составили Антанту — военный блок, противостоявший Тройственному союзу. Острые противоречия между странами Антанты и Тройственного союза сыграли первостепенную роль в возникновении Первой мировой войны. После Октябрьской революции Великобритания приняла участие в иностранной военной интервенции против Советской России.
Несмотря на противоречия, во время Второй мировой войны СССР и Великобритания сотрудничали в рамках антигитлеровской коалиции, а после окончания войны вошли в число соучредителей ООН. Впоследствии СССР и Великобритания во время Холодной войны (1947—1989) вошли в два противоборствующих военно-политических лагеря — Организацию Варшавского договора (ОВД) и НАТО, соответственно. После распада СССР в 1991 году крупные российские бизнесмены в течение 1990-х годов установили прочные связи с лондонскими финансовыми учреждениями.
Две страны на протяжении долгого времени вовлечены в интенсивную шпионскую деятельность друг против друга: в 1930—1950-х годах СССР удавалось проникать в высшие эшелоны британской разведки и службы безопасности, в то время как Великобритания долгое время вербовала высших офицеров российской и советской разведки, включая 1990-е годы, когда британские шпионы, такие как Сергей Скрипаль, действовавшие в российской разведке, передавали подробные сведения об агентах, действующих по всей Европе. С XIX века Англия стала известным пристанищем для российских политических эмигрантов, беженцев и других состоятельных беглецов из русскоговорящих стран.
В начале XXI века, особенно после отравления Александра Литвиненко в 2006 году, отношения двух стран обострились, а с 2014 года стали приобретать всё более недружественный характер из-за российско-украинской войны (2014—настоящее время) и отравления Сергея и Юлии Скрипаль в 2018 году. После этого 28 стран выслали предполагаемых российских шпионов, действовавших в качестве дипломатов. В июне 2021 года в Чёрном море произошёл инцидент с участием британского эсминца HMS Defender и Военно-морского флота России.
После российского вторжения на Украину в 2022 году отношения между двумя ядерными державами снова испортились: Великобритания ввела экономические санкции в отношении российских СМИ, арестовала активы российских олигархов, отозвала своих граждан и разорвала все деловые связи с Россией. Россия ответила собственными санкциями против Великобритании и обвинила её в причастности к нападениям на Севастопольскую военно-морскую базу, газопровод «Северный поток» и Крымский мост. Великобритания стала одним из крупнейших доноров в плане финансовой и военной помощи Украине и первой страной в Европе, предоставившей Украине боевые артиллерийские системы.

## Общая характеристика стран
|                                         | Россия               | Великобритания         |
| --------------------------------------- | -------------------- | ---------------------- |
| Площадь, км²                            | 17 098 246           | 242 495                |
| Население, чел                          | 147 182 123          | 67 081 000             |
| Государственное устройство              | Смешанная республика | Парламентская монархия |
| Объём ВВП (ППС), $ млрд                 | 4790                 | 3752                   |
| ВВП на душу населения (ППС), $          | 32 803               | 55 301                 |
| Военные расходы, $ млрд                 | 65,1                 | 48,7                   |
| Численность вооружённых сил             | 1 903 000            | 188 000                |
| Добыча нефти, млн т                     | 568,1                | 51,8                   |
| Добыча угля, млн т                      | 385,4                | н/д                    |
| Производство стали, млн т               | 70,8                 | 7,6                    |
| Производство алюминия, тыс. т           | 3580                 | н/д                    |
| Производство цемента, млн т             | 57                   | 11,4                   |
| Производство электроэнергии, млрд кВт·ч | 1118,1               | 330,743                |
| Сбор пшеницы, млн т                     | 85,9                 | 14,8                   |

## Отношения Русского царства и Королевства Англия

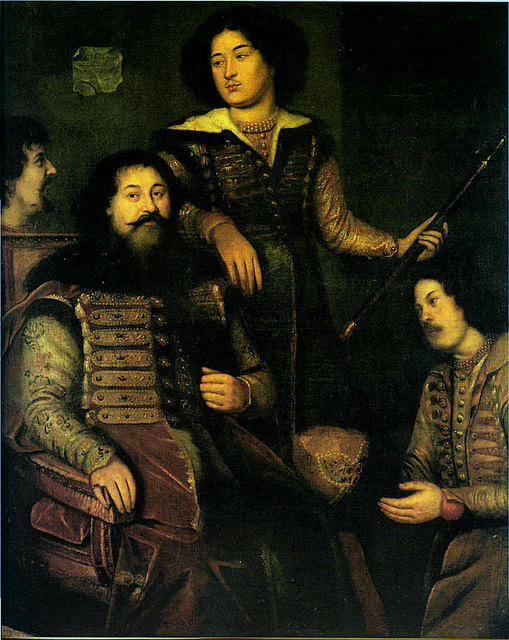
Русские послы в Лондоне, 1662

Королевство Англия и Русское царство установили отношения в 1553 году, когда в Архангельск в поисках «северо-восточного прохода» прибыл английский мореплаватель Ричард Ченслер — в то время Англией правила Мария I, а Россией — Иван Грозный. Ченслер вернулся в Англию и был отправлен обратно в Москву в 1555 году, и в том же году была основана Московская компания. Московская компания обладала монополией на торговлю между Англией и Россией до 1698 года.
Первым британским послом в России стал английский мореплаватель Энтони Дженкинсон, описавший в 1562 году свою аудиенцию у Ивана IV и составивший карту России под названием «Описание Руси, Московии и Татарии. Автор Антоний Дженкинсон Английский, издана в Лондоне в год 1562. Посвящена карта его сиятельству Генриху Сиднею, Президенту Валлийскому. С Привилегией». Под картушем с названием карты и именами авторов размещен картуш, на котором указан титул Ивана Васильевича: “Johannes Basilius Dei gratia, Magnus Imperator totius Ruβiae, Magnus Dux Vladimiriae, Moscoviae, Nouogardiae, Imperator Astrachaniae atque Liuoniae, magnus Dux Plasrouiae, Smolenciae, Tueriae, Iogoriae, Permiae, Viatiae, Bolgoriae, etc. Imperator et magnus Dux Nouogardiae Niuociorum, Chernigouiae, Rezaniae, Volotiae, Erzeuiae, Bieliae, Jaroslauiae, Belozeriae, Vdoriae, Obdoriae, Condiniae, et aliarum multarum regionum Imperator atque …(?)totius Septentrionis dominus”.
Россия и Англия были врагами Католической лиги в Тридцатилетней войне. Царь Алексей Михайлович был возмущён казнью короля Англии Карла I в 1649 году, после чего изгнал из России всех английских торговцев и жителей.
После вступления на английский престол Карла II Стюарта в Россию приехало (1664) первое «большое» посольство во главе с Чарльзом Говардом графом Карлейлом, которого сопровождала свита в сто человек; привезённые посольством подарки в настоящее время частично экспонируются в Оружейной палате (зал 5, витрина 31).
В 1697—1698 годах во время Великого посольства Пётр I на три месяца остановился в Англии. Он смог улучшить отношения двух стран и изучить новые технологии, особенно в области кораблестроительства и навигации. В годы царствования Петра I английское купечество получило в России таможенные льготы и ряд торговых преимуществ, что обеспечило благоприятное развитие двухсторонних отношений. Хотя часть британского истеблишмента требовала поддержки Швеции в Северной войне и несколько раз на Балтике появлялся британский флот, но заинтересованные в связях с Россией круги при поддержке российской дипломатии в итоге одерживали верх.

## Отношения Российской империи и Королевства Великобритания
После принятия Петром Первым титула Императора Всероссийского и провозглашения России империей в 1721 году, Королевство Великобритания стало поддерживать всё более тесное сотрудничество с Российской империей, хотя новый императорский титул Петра признала только в 1742 году. С 1720-х годов Пётр стал приглашать в Санкт-Петербург британских инженеров, что привело к созданию небольшой, но коммерчески влиятельной англо-российской купеческой общины (1730—1921). Затем в 1734 году был заключен Трактат о дружбе и коммерции, в 1741 году — Петербургский союзный договор, в 1742 году — Московский союзный трактат. Во время серии общеевропейских войн XVIII века две империи оказывались то по одну, то другую стороны: во время Войны за австрийское наследство империи выступали союзниками, а во время Семилетней войны — противниками (хотя непосредственно друг против друга российские и британские войска в этой войне не сражались).
Однако после её окончания в отношениях двух стран наступил период потепления, хотя и сохранялись существенные противоречия, прежде всего в отношениях к Османской империи и к Польше. 20 июня (1 июля) 1766 года Россия и Англия подписали торговый договор сроком на 20 лет, в целом подтвердивший режим наибольшего благоприятствования для британской торговли в России. Во время первой Архипелагской экспедиции русского флота Англия предоставила свои базы для ремонта русских кораблей и выделила свои суда для снабжения продовольствием русских эскадр. Ухудшение их началось с началом войны за независимость британских колоний в Северной Америке, когда Екатерина II отвергла личную просьбу Георга III о посылке русских войск для подавления мятежа. На британское поощрение каперства против морской торговли с Америкой, больно ударившее по купеческим интересам европейских стран, Россия ответила введением «вооружённого нейтралитета», теперь уже больно ударившего по Англии. Теперь отношения ухудшились настолько, что в русско-шведской войне 1788—1790 годов совершенно серьёзно рассматривалась возможность Англии вступления в войне на стороне Швеции и посылки британского флота в Финский залив; огромную роль в срыве этих планов сыграл русский дипломат Сергей Воронцов.
С началом революционных войн 1790-х годов в отношениях двух держав вновь началось потепление, обусловленное необходимостью борьбы против общего врага. Теперь уже Екатерина II после казни Людовика XVI 25 мая 1793 года была подписана совместная российско-британская конвенция о мерах против революционной Франции. А в 1794 году отряд из 6 линейных кораблей русского флота, 4 фрегатов и 3 транспортов под флагом вице-адмирала И. А. Повалишина участвовал в совместных с англичанами блокадных операциях у французских берегов. В 1795 году стороны подписали союзный договор сроком на 8 лет. Но приход к власти Павла I и неудачное совместное вторжение в Нидерланды в 1799 году положило начало к новому охлаждению отношений.
5 сентября 1800 Британия оккупировала Мальту, в то время как император России Павел I являлся Великим магистром Мальтийского ордена, то есть главой государства Мальты. В качестве ответных действий 22 ноября 1800 Павел I издал указ о наложении секвестра на все английские суда во всех российских портах (их насчитывалось до 300), а также о приостановлении платежа всем английским купцам впредь до расчета их по долговым обязательствам в России, с запретом продажи английских товаров в империи. Дипломатические отношения прерваны.
Ухудшение российско-британских отношений сопровождалось улучшением отношений России с Наполеоновской Францией. Существовали, в частности, секретные планы совместной русско-французской экспедиции в индийские владения Великобритании — индийскому походу 1801 года. Эти планы не были приведены в жизнь из-за убийства Павла I.
По свидетельству российских и британских источников в подготовке дворцового переворота в России активное участие принимал английский посол Уитворт, любовница которого Ольга Жеребцова (Зубова) была родной сестрой братьев Зубовых, принявших непосредственное участие в убийстве Павла I.
24 марта 1801 года, на следующий день после дворцового переворота и убийства Павла I, новый император Александр I отменяет меры, предпринятые против Англии, и имущественные иски против имущества англичан в России. Дипломатические отношения вновь восстановлены. В войне третьей коалиции и в войне четвёртой коалиции обе державы выступали союзниками, но Тильзитский мир с присоединением России к Континентальной блокаде сделал их врагами.
Обе страны воевали против друг друга с 1807 по 1812 год во время Русско-английской войны, но вторжение Наполеона в Россию прекратило это вражду. В 1812 году Россия и Великобритания заключили союз против Наполеона в Наполеоновских войнах. С ноября 1812 по апрель 1814 года русские эскадры адмиралов Р. В. Кроуна и Д. Тета совместно с английским флотом блокировали в базах Северного моря французские и голландский флоты, не допустив их выхода в море
Страны воевали на одной стороне во время Греческой войны за независимость.
Обе страны приняли Лондонскую конвенцию в 1827 году, также подписанную Францией, которая просила Османскую Империю и Грецию прекратить боевые действия против друг друга и признавала независимость Греции.
Британия и Россия воевали против друг друга во время Крымской войны 1853—1856 годов.
Россия и Британия были соперниками в конце XIX века во время Большой Игры в Центральной Азии.
В России XIX века была широко распространена англофобия.
Страны воевали на одной стороне во время Ихэтуаньского восстания в 1899—1901 годах.
Несмотря на Гулльский инцидент, в 1907 году было заключено Англо-русское соглашение, по которому к союзу России и Франции присоединилась Британия, окончательно сформировав Антанту. Согласно этому договору обе страны были союзниками в Первой мировой войне против Центральных держав.
В 1913 году Британская империя была вторым (после Германии) торговым партнером России: на неё приходилось 17,6 % российского экспорта и 12,6 % импорта. Великобритания была крупным инвестором в Россию, хотя по объему вложений тоже заметно уступала Германии. Советский дипломат Г. В. Чичерин в записке от 2 марта 1922 года оценил размер английского дореволюционного акционерного капитала в России в 226 млн рублей (германские вложения по его же оценке составили 378 млн рублей).

### Первая мировая война
Великобритания воспринимала своего союзника неоднозначно, с одной стороны, Россия представлялась в британской общественности как «авторитарная, реакционная и деспотичная монархия», с другой стороны, в представлении многих это был «паровой каток», то есть страна с большим количеством людских ресурсов, которая должна была сокрушить немцев на Восточном фронте просто в силу своего численного преимущества. Также часть интеллигенция оправдывала союз тем, что Россия впоследствии демократизируется.
Россия отправила экспедиционный корпус на Западный и Балканские театры военных действий Первой мировой войны, где они непосредственно воевали вместе с британцами. Со своей стороны, Великобритании отправила на помощь России на Восточный фронт бронеавтомобильный дивизион. Россия, вместе с Францией и Японией, подавила восстания в Британском Сингапуре.

## Отношения СССР и Великобритании
После Октябрьской революции Великобритания принимала непосредственное участие в интервенции союзников в России, британцы поддерживали Белое движение, но те проиграли.
16 марта 1921 года — заключение Советско-английского торгового соглашения.
1923 год — обострение отношений, ультиматум Керзона.
Великобритания официально признала СССР как государство 1 февраля 1924 года. До начала Второй мировой войны отношения были шаткими, усугублённые так называемым «письмом Зиновьева», которое позже оказалось фальшивкой.
В 1927 году после обыска в советско-английское торговом обществе «АРКОС» и разрыва дипломатических отношений между СССР и Великобританией, население СССР ожидало скорого начала войны. Во второй половине 1920-х годов Великобритания расценивалась советской военной разведкой как главный военный противник СССР, который, однако, в силу экономических и политических причин может пойти на развязывание войны против СССР лишь во главе широкой коалиции из приграничных в СССР государств; впрочем, непосредственной военной опасности в ближайшее время с её стороны в СССР тогда не видели.
В 1938 году несколько западных государств, включая Великобританию, подписали Мюнхенское соглашение с нацистской Германией. СССР не согласился с этим пактом и не признал присоединения Судетской области к нацистской Германии.
Мнение Советского Союза не было принято во внимание, и после неудачных англо-франко-советских переговоров СССР подписал Договор о ненападении между нацистской Германией и Советским Союзом. Великобритания начала оказывать военную помощь Финляндии во время Советско-финской войны 1939—1940 годов.

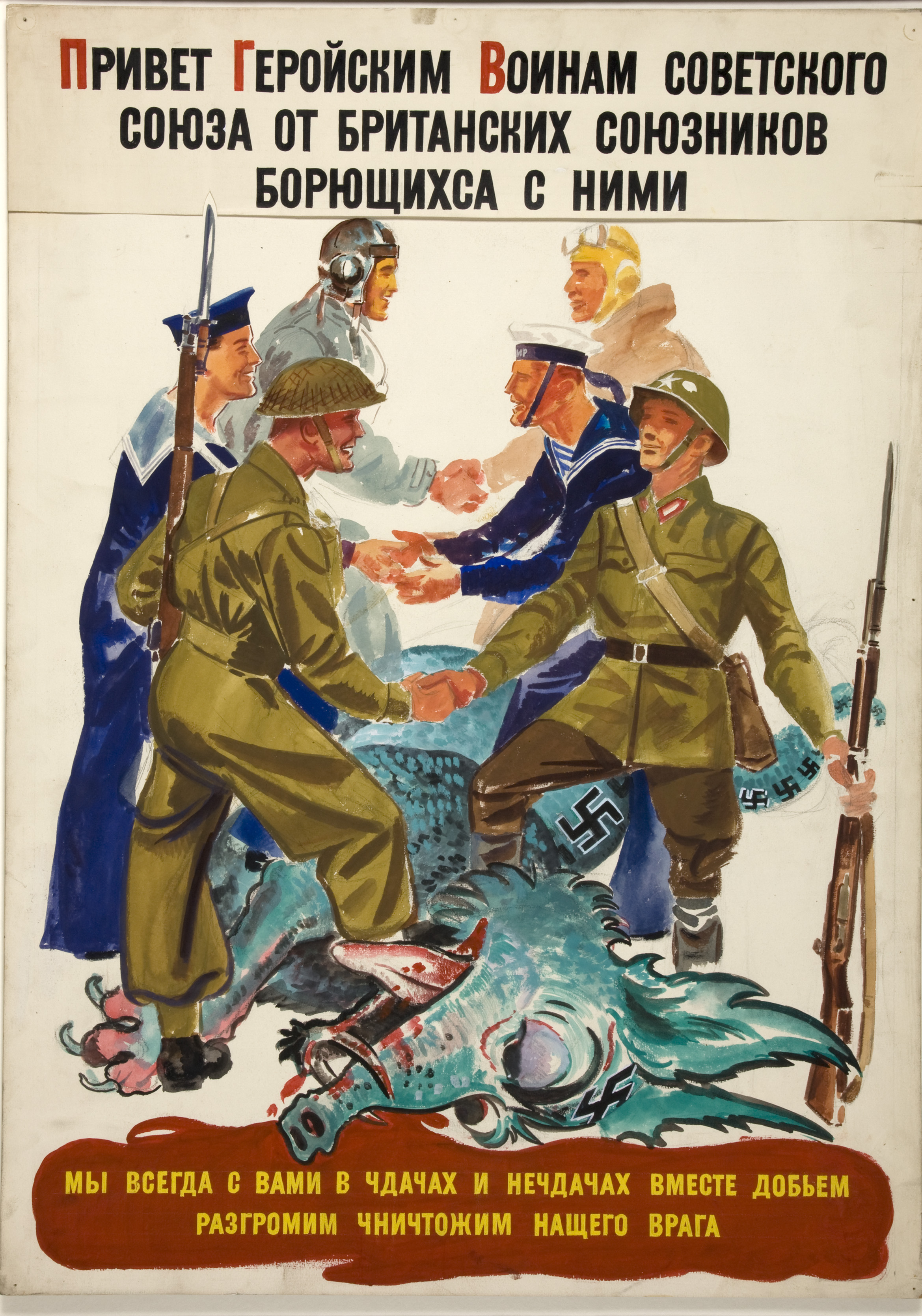
Британский плакат 1941 года (содержит целый ряд языковых ошибок).

В 1941 году, проводя операцию «Барбаросса», нацистская Германия атаковала СССР. СССР вступил в антигитлеровскую коалицию, частью которой являлась Великобритания, с целью борьбы против стран нацистского блока. Совместное англо-советское вторжение в Иран предотвратило захват нефтяных резервов Ирана гитлеровскими войсками. Арктические конвои совершали военные перевозки между СССР и Великобританией во время войны.

 Коммунизм при Сталине завоевал аплодисменты и восхищение всех западных наций. Коммунизм при Сталине дал нам примеры патриотизма равные лучшим в анналах истории. Коммунизм при Сталине вырастил лучших генералов в мире. Гонения на христианство? Это не так. Не существует никаких религиозных преследований. Двери Церкви открыты. Расовые преследования меньшинств? Совершенно нет. Евреи живут, как все. Политические репрессии? Конечно. Но теперь ясно, что те, кто были расстреляны, предали бы Россию её немецким врагам. Оригинальный текст (англ.)Communism under Stalin has won the applause and admiration of all Western nations. Communism under Stalin has provided us with examples of patriotism equal to the finest in the annals of history. Communism under Stalin has produced the best generals in the world. The Persecution of Christianity? Not so. There is no religious persecution. Church doors are open. Racial persecution of minorities? Not at all. Jews live like other men. Political purges? Of course. But it is now clear that those who were shot would have betrayed Russia to her German enemies. — Лорд Бивербрук, 1942 год
Военное руководство Великобритании планировало совместные с СССР действия на Ближнем Востоке и против Японии.
Отношения ухудшились во время холодной войны, шпионаж был широко распространен между двумя государствами. Совместный англо-американский проект «Венона» (англ. Venona project), был основан в 1942 году для криптоанализа сообщений советской разведки. В 1959 году был подписан новый советско-британский договор о торговле.
4 апреля 1949 года Великобритания вступила в военно-политический блок НАТО.
В 1963 году в Англии Ким Филби был раскрыт как член шпионской ячейки «Кембриджская пятёрка».
В 1971 году английское правительство Эдварда Хита единовременно выслало из Великобритании 105 советских дипломатов, обвинив их в шпионаже.
КГБ причастно к убийству Георгия Маркова в 1978 году в Лондоне. Офицер ГРУ Владимир Резун (Виктор Суворов) бежал в Великобританию в 1978 году. Полковник КГБ Олег Гордиевский бежал в Лондон в 1985 году.
В сентябре 1985 года с подачи Гордиевского правительство Маргарет Тэтчер выслало из страны 31 работавшего под дипломатическим прикрытием агента КГБ и ГРУ, в ответ СССР выслал 25 британских дипломатов — крупнейшая с 1971 года взаимная высылка из Великобритании и СССР.
Маргарет Тэтчер в унисоне с Рональдом Рейганом практиковала жёсткую антикоммунистическую политику в 1980-х годах, что было противоположностью политики разрядки международной напряжённости 1970-х годов. Отношения потеплели после прихода к власти Михаила Горбачёва в 1985 году.

## ОтношенияРоссийской ФедерациииВеликобритании

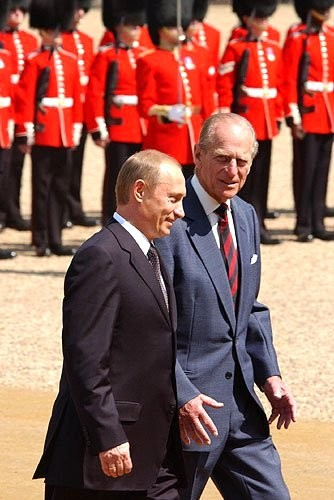
Владимир Путин и Филипп, герцог Эдинбургский.

После распада СССР отношения между Великобританией и Российской Федерацией заметно улучшились.

### Военное сотрудничество
С 1995 года Лондон финансировал деятельность центров переобучения военных, увольняемых из армии в Москве, Санкт-Петербурге, Нижнем Новгороде, Новосибирске, Ростове-на-Дону, Самаре, Екатеринбурге, Владивостоке по специальностям налогообложение, аудит, малый бизнес и телекоммуникации. К середине 2003 года переподготовлено свыше 17,5 тыс. офицеров, суммарные расходы за 1995—2003 годы составили 11 млн £.
В августе 2005 года с помощью британского аппарата «Скорпион» удалось поднять на воду затонувший батискаф ВМФ России, российский экипаж был спасён.
Значительный вклад Великобритания внесла в уничтожение российского ядерного арсенала: Лондон на безвозмездной основе предоставил 250 специальных контейнеров и 20 автомобилей для транспортировки ядерных боеголовок на общую сумму 35 млн £. Также было выделено 2 млн £ для размещения отработанного ядерного топлива в Андреевой губе, бывшей площадке для отходов ядерных материалов Российского ВМФ; 11,5 млн £ на демонтаж двух атомных подводных лодок; 100 тыс. £ для разработки технических флотационных решений по транспортировке и размещению атомных подлодок, выведенных из эксплуатации (финансируемых совместно с США и Норвегией в рамках программы «Арктическое военное экологическое сотрудничество»); 10 млн £ — вклад по линии Евросоюза для финансирования дальнейших экологических проектов в северо-западной России. Кроме того, правительство Великобритании выделило 5 млн £ на содействие программе ядерной безопасности, включающей 26 проектов, направленных на усвоение западных стандартов безопасности и регулирования. Лондон также профинансировал строительство завода по уничтожению химического оружия в Щучьем.
В 2013 году Великобритания предоставила России лицензии на производство в РФ снайперских винтовок, патронов и деталей для самолётов и вертолётов на сумму 133 млн $ (однако весной 2014 года все контракты были отозваны либо заморожены на неопределённый срок).
16 августа The Guardian со ссылкой на Министерство обороны России сообщил о том, что днем ранее истребитель МиГ-31 вытеснил разведывательный самолет RC-135, который пересек российскую границу в районе мыса Святой Нос между Баренцевым и Белым морями. Отмечено, что Великобритания уведомляла о предстоящем полете. Представитель Великобритании заявил, что самолет ВВС России «совершил небезопасное сближение» и отметил профессионализм собственных пилотов.

### Борьба с терроризмом
С 2001 года борьба с терроризмом стала значительным направлением двустороннего сотрудничества России и Великобритании: в декабре 2001 г. была учреждена российско-британская Совместная рабочая группа по международному терроризму в целях углубления взаимодействия на практических направлениях. 5 октября 2005 г. в Лондоне президент России В. Путин и премьер-министр Великобритании Т. Блэр посетили правительственный центр кризисного управления «КОБР», обсудив вопросы двустороннего и международного антитеррористического сотрудничества.

### Деловое партнёрство
Между Россией и Великобританией начинает активно развиваться сотрудничество в энергетической сфере.
В 2021 году «Газпром», крупнейший производитель газа в России, подписал новый пятилетний контракт на поставку газа в Великобританию, что было признано значительным выигрышем для обеих стран. Кроме того, российские компании, такие как «Роснефть», «Сбербанк» и банк ВТБ, вложили значительные средства в экономику Великобритании.

### Образовательные программы
С весны 2014 года британское частное образование начинает терять свою привлекательность для россиян на фоне ухудшения отношений между Москвой и Лондоном. По данным газеты The Daily Telegraph со ссылкой на Совет независимых школ, число учеников из России в британских частных школах уменьшилось за два года с 2795 человек (в 2014/2015 учебном году) до 1699 человек (в 2017/2018 учебном году), что означает спад на 40 %. Сам Совет не приводит объяснения этому факту. В то же время, как отмечает газета The Guardian, средняя стоимость обучения в элитных учебных заведениях Великобритании в 2018 году впервые поднялась до £17 тыс. в год (около $24 тыс.), а стоимость учебного года в престижной школе-интернате достигла £33 тыс. (около $46 тыс.). Часто приехавшие из России дети оказываются в «недружелюбной среде». Кроме того, Великобритания, в отличие от целого ряда других европейских стран, заблокировала заключение соглашения с Российской Федерацией о взаимном признании документов о среднем и высшем образовании.

### Кризис официальных взаимоотношений
Примерно с середины 2000-х гг. в связи с рядом громких скандалов происходит охлаждение официальных взаимоотношений двух государств. Кроме того, в 2003 году Россия, Франция и Германия активно выступали против военного вторжения США и Великобритании в Ирак под предлогом борьбы с химическим оружием, которого у Саддама Хуссейна на тот момент уже не было.
Встретившись с Владимиром Путиным на конференции по Ливии в Берлине 19 января 2020 года, Борис Джонсон сказал российскому президенту, что «никакой нормализации двусторонних отношений не будет, пока Россия не прекратит свою дестабилизирующую деятельность, которая угрожает Британии и её союзникам».
В день объявления об отставке Бориса Джонсона пресс-секретарь Владимира Путина Дмитрий Песков, заявил, что «он очень нас не любит, мы его тоже».
Отставку премьер-министра Лиз Трасс, которая отметилось самым коротким сроком пребывания на этом посту, приветствовал МИД РФ, в лице своего официального представителя Марии Захаровой, сообщившая, что такого позора Британия еще не знала. «Запомнятся каска на танке, катастрофическая безграмотность и похороны королевы сразу после аудиенции с Лиз Трасс» — завила она. Агентство Reuters предположило, что под неграмотностью Захарова имела в виду ситуацию, когда Трасс на встрече с Сергеем Лавровым перепутала российский регион с украинским, что вызвало насмешки со стороны российского дипломата и в ток-шоу на государственном телевидении.

#### Дело Березовского
В 2003 году Россия запросила экстрадицию Бориса Березовского и нескольких деятелей самопровозглашённой Ичкерии, которых российские власти обвиняли в причастности к терроризму. Великобритания ответила отказом.
В марте 2006 года представитель Генпрокуратуры РФ заявил о возбуждении уголовного дела в отношении Бориса Березовского, проживающего в Великобритании. Дело было возбуждено по ст. 278 Уголовного кодекса («действия, направленные на насильственный захват власти или насильственное удержание власти в нарушение Конституции <…> а равно направленные на насильственное изменение конституционного строя»), по которой Березовскому угрожало наказание сроком от 12 до 20 лет лишения свободы. Позднее суд заочно дал санкцию на арест обвиняемого, и его объявили в международный розыск.

#### Дело Закаева
В ноябре 2003 года суд в Лондоне отказал России в экстрадиции Закаева по обвинению в терроризме, а позднее ему было предоставлено политическое убежище в Великобритании. В июле 2006 года Генеральная прокуратура РФ возбудила новое уголовное дело против скрывающегося в Лондоне представителя ЧРИ Ахмеда Закаева, обвинявшегося в разжигании национальной розни и терроризме. Британские власти, однако, заявили, что вопросы экстрадиции решаются исключительно судом.

#### Шпионско-дипломатический скандал
21 января 2006 года телеканал «Россия» показал документальный фильм «Шпионы», подготовленный по материалам оперативной съёмки ФСБ, разоблачающий деятельность четырёх сотрудников британской разведки Secret Intelligence Service, работающих под дипломатическим прикрытием в посольстве Великобритании в Москве. На следующий день все информационные программы главных телеканалов России сделали сюжет о скандале вокруг фильма одной из своих главных новостей. Случившееся нарушило традиционную практику — иностранных дипломатов никогда ещё не называли шпионами в эфире российских телеканалов. Обычно в случае раскрытия иностранных разведчиков им по дипломатическим каналам предлагается покинуть страну. При этом было абсолютно очевидно, что на высылку британских разведчиков из России Великобритания должна была бы ответить высылкой такого же числа российских разведчиков. Британия, традиционно, отвергла все обвинения в шпионаже, однако пойманные шпионы были отозваны в Великобританию через несколько месяцев.

#### Борьба с НКО
Многие западные обозреватели заявляли, что шпионско-дипломатический скандал имел не только внешние, но и внутриполитические цели — он был направлен на дискредитацию российских некоммерческих общественных организаций (НКО), многие из которых по мнению российского руководства финансировались спецслужбами западных стран.
Одним из обвинений в адрес британских дипломатов стало финансирование ими уставной деятельности неправительственных организаций в России. МИД Великобритании немедленно отверг «все подозрения в неправомерной деятельности, связанной с российскими неправительственными организациями» и заявил, что действительно помогает осуществлять проекты в области прав человека и поддержки гражданского общества в России через неправительственные организации, однако делает это открыто.
Впервые тему использования НКО в политических целях президент Владимир Путин высказал 26 мая 2004 года в послании Федеральному собранию, заявив, что многие из них, вместо помощи людям, заняты исключительно получением зарубежного финансирования и обслуживанием «сомнительных групповых и коммерческих интересов».
В конце 2005 года это отношение вылилось в принятие Госдумой закона о некоммерческих организациях, что немедленно вызвало волну критики на Западе (см. также Россия и Совет Европы).

#### Британский совет
В июне 2004 Федеральная служба по экономическим и налоговым преступлениям МВД предъявила претензии к деятельности Британского совета. После личной встречи российского президента Владимира Путина и британского премьер-министра Тони Блэра, а также прекращения большинства программ Британского совета в России, претензии были сняты. Однако в начале 2006 года они были возобновлены — прокуратура Санкт-Петербурга возобновила расследование ранее приостановленного уголовного дела о незаконном предпринимательстве местного отделения Британского совета (платные курсы английского языка).
В декабре 2006 деятельность Британского совета в России была приостановлена на несколько недель. Вскоре после этого российским высокопоставленным чиновникам было «рекомендовано» в спешном порядке воздержаться от участия в Лондонском экономическом форуме. В конце марта 2007 в Обзоре внешней политики МИД РФ Великобритания не только не была названа в ряду «ведущих государств Европы», но и была охарактеризована как «непростой партнёр», перспективы отношений с которым, по мнению МИД РФ, будут зависеть от позиций Великобритании по вопросу о «новых политэмигрантах».

#### Дело Скрипаля
15 декабря 2004 года ФСБ России арестовала полковника Главного разведывательного управления Вооружённых Сил Российской Федерации Сергея Скрипаля по обвинению в сотрудничестве с разведкой Великобритании. В ходе расследования уголовного дела, возбуждённого по ст. 275 УК РФ («Государственная измена»), выяснилось, что Скрипаль был завербован МИ-6 в 1995 году во время служебной командировки в Испанию, где Скрипаль работал военным атташе посольства России. После возвращения в Москву Скрипаль руководил управлением кадров ГРУ и в силу этого обстоятельства хорошо знал личности российских военных разведчиков, работавших под прикрытием в разных странах. За предоставление информации о них британским спецслужбам Скрипаль получал денежное вознаграждение в иностранной валюте (за 9 лет сотрудничества на его счёт было переведено более 100 тысяч долларов).
9 августа 2006 года Московский окружной военный суд осудил бывшего полковника на 13 лет колонии строгого режима. С июля 2010 года, после помилования и обмена шпионами между Россией и США, Скрипаль с женой и детьми проживал в Великобритании, в городке Солсбери.

#### Смерть Александра Литвиненко
Вскоре после вступления Гордона Брауна в должность премьер-министра Великобритании (2007) произошло резкое ухудшение российско-британских дипломатических отношений — британские власти выслали четырёх российских дипломатов и ввели визовые ограничения для российских чиновников, Россия ответила аналогичными мерами. В конце 2007 года российские власти издали постановление о закрытии отделений Британского совета в Санкт-Петербурге и Екатеринбурге, обвинив их в нарушении российского и международного законодательства.
Первые шаги к такому повороту событий были сделаны ещё при предшественнике Г. Брауна — Тони Блэре. В мае 2007 года Великобритания потребовала экстрадиции российского бизнесмена Андрея Лугового, подозреваемого в убийстве бывшего сотрудника ФСБ Александра Литвиненко, Россия в экстрадиции отказала.

#### Новые угрозы безопасности
C 2007 года Россия вновь начала дальнее патрулирование с использованием бомбардировщиков Ту-95. Маршруты патрулирования неоднократно проходили в близости от воздушного пространства Великобритании, где их сопровождали британские истребители.
В июле 2008 года спецслужбы Великобритании признали Россию третьей по опасности угрозой для страны после террористической организации Аль-Каида и Ирана.
Посвящённые России разделы ежегодных докладов МИД Великобритании о правах человека в 2009—2012 гг. неоднократно вызывали критику МИД РФ.
2015 год. В новой редакции стратегии безопасности Великобритании Россия включена в список первоочередных угроз. По сообщению газеты Times, включение России в список угроз первого уровня — это реакция на увеличение контингента в Калининградской области, на полёты стратегических бомбардировщиков вдоль границ стран НАТО и многие другие шаги.

#### Покушение на Сергея Скрипаля
2018 год. И без того плохие отношения двух стран оказались в глубоком кризисе весной 2018 года, после попытки отравления бывшего сотрудника ГРУ Сергея Скрипаля на территории Соединённого королевства 4 марта 2018 года. В середине марта Великобритания приняла ряд антироссийских санкций «по делу Скрипаля» и выслала 23 сотрудника российского посольства в Лондоне, при этом обвинив их в создании некоей шпионской организации. В ответ Россия выслала 23 дипломатических сотрудника посольства Великобритании в Москве, заявила о закрытии Британского совета в России «в связи с неурегулированностью его деятельности» и отозвала согласие на открытие генконсульства Великобритании в Санкт-Петербурге. Министр иностранных дел Великобритании Борис Джонсон в своей риторике сравнил правящий режим Путина с Германией времён Адольфа Гитлера, призвав бойкотировать предстоящий летом в России чемпионат мира по футболу.

#### Дело Сергея Магнитского
6 июля 2020 года Великобритания ввела санкции против 25 россиян в рамках британской версии так называемого «закона Магнитского».
В списке россиян, попавших под санкции:
- Александр Бастрыкин — председатель Следственного комитета России;
- Виктор Гринь — заместитель генерального прокурора РФ;
- Алексей Аничин — замглавы МВД РФ;
- Алексей Криворучко — судья, продлевавший арест Сергею Магнитскому;
- Дмитрий Кратов — бывший заместитель начальника СИЗО «Бутырка»;
- Алексей Аничин — бывший начальник следственного комитета при МВД;
- Олег Сильченко — руководил следственной группой по делу Магнитского;
- Геннадий Карлов — бывший начальник отдела СКР при МВД;
- Наталья Виноградова — заместитель начальника отдела;
- Фикрет Тагиев — начальник «Матросской Тишины»;
- Иван Прокопенко — бывший начальник СИЗО-1 и заместитель начальника оперативного управления ФСИН.

#### Вторжение России на Украину — 2022
29 октября 2022 года Министерство обороны России обвинила Великобританию в причастности к взрывам на газопроводе «Северный поток» и помощи Украине в её атаке беспилотников на Черноморский флот России. Представители Великобритании назвали обвинения ложными.

### Комментарии
1. ↑  Кроме россиян, в список попали официальные лица Саудовской Аравии, КНДР и Мьянмы. В своем заявлении глава МИД Британии Доминик Рааб назвал всех попавших в санкционный список бандитами, деспотами, диктаторами и их приспешниками[38].

### Сноски
1. ↑  Рязанов Д. Б. Англо-русские отношения в оценке К. Маркса Архивная копия от 11 февраля 2018 на Wayback Machine. Изд. Петроград. Совета Рабочих и Красноарм. Депутатов, [Пг.], 1918.
2. ↑  Козин В. От Ивана IV и Эдуарда VI измеряются 450 лет дипотношений двух стран Архивная копия от 16 апреля 2022 на Wayback Machine // Международная жизнь, 2003, № 1. — С. 88-96. (недоступная ссылка с 19-09-2017 [2857 дней])
3. ↑  Theatrum orbis terrarum, [pr. Plantin], 1579. The Plantin Press Online. Дата обращения: 6 марта 2024.
4. ↑  Krystyna Szykuła. La carte de Russie de A. Jenkinson (1562) et son influence sur la cartographie européenne // Belgeo. — 2008-12-31. — Вып. 3-4. — С. 325–340. — ISSN 1377-2368. — doi:10.4000/belgeo.8827.
5. ↑  Гончаренко В. С. Оружейная палата: путеводитель / В. С. Гончаренко и В. И. Нарожная; Федеральное государственное учреждение Государственный историко-культурный музей-заповедник «Московский Кремль». — 3-е изд. — М.: «Красная площадь», 2004. — С. 159. — ISBN 5-88678-100-5.
6. 1 2 3  Гребенщикова Г. А. Россия и Англия в конце XVIII — начале XIX века: от союза к войне. // Военно-исторический журнал. — 2020. — № 9. — С. 27—39.
7. ↑  Лебедев А. А. Малоизвестные моменты русско-английского кризиса 1791 года. // Гангут. — 2015. — Вып. 89. — С. 50—77.
8. ↑  Гребенщикова Г. А. Вооружённый нейтралитет Екатерины II: причины и следствия. // Военно-исторический журнал. — 2007. — № 4. — С. 26-29.
9. ↑  Гребенщикова Г. А. Россия и Англия в начале XIX века: от войны к союзу. // Военно-исторический журнал. — 2020. — № 10. — С. 4—14.
10. ↑  Большая Европа. Идеи, реальность, перспективы / Под общ. ред. А. А. Громыко и В. П. Федорова. — М.: Весь мир, 2014. — С. 256. Режим доступа: http://www.ieras.ru/pub/monografii/bigeu.pdf Архивная копия от 24 сентября 2015 на Wayback Machine
11. ↑  Швецов А. А. Луис Фишер и советско-американские отношения первой половины XX века. Диссертация на соискание ученой степени кандидата исторических наук. — СПб., 2015. — С. 32—33. Режим доступа: https://disser.spbu.ru/disser/dissertatsii-dopushchennye-k-zashchite-i-svedeniya-o- (недоступная+ссылка) zashchite/details/12/746.html
12. ↑  Даниил Павлович Адамов. Образ союзника: Россия глазами британской общественности в годы Первой мировой войны // Уральский исторический вестник. — 2014. — Вып. 1. — С. 53–58.
13. ↑  РУССКИЙ БРОНЕАВТОМОБИЛЬНЫЙ ДИВИЗИОН КОРОЛЕВСКОЙ МОРСКОЙ АВИАЦИОННОЙ СЛУЖБЫ. www.mke.su. Дата обращения: 23 мая 2022.
14. ↑  ВИФ2 NE. Дата обращения: 8 марта 2013. Архивировано из оригинала 10 марта 2013 года.
15. ↑  Арцыбашев В. А. Оценка советской военной разведкой международной обстановки во второй половине 1920-х годов. // Военно-исторический журнал. — 2011. — № 6. — С.36-46.
16. ↑  Соглашение между Германией, Великобританией, Францией и Италией. Дата обращения: 11 ноября 2002. Архивировано 11 ноября 2002 года.
17. ↑  Sergei Kudryashov. Stalin and the Allies: Who Deceived Whom? Архивная копия от 30 января 2009 на Wayback Machine
18. ↑  «Секретно», «совершенно секретно и лично». Дата обращения: 14 сентября 2021. Архивировано 14 сентября 2021 года.
19. ↑  Годованюк К. А. Россия во внешнеполитической стратегии Великобритании на современном этапе. (Диссертация) Архивная копия от 22 июля 2015 на Wayback Machine — М.: Институт Европы РАН, 2015. — С. 91.
20. ↑  Шпион Её Величества. Дата обращения: 23 апреля 2013. Архивировано из оригинала 19 октября 2014 года.
21. 1 2 3 4 5  Институт Европы РАН. Дата обращения: 4 июня 2015. Архивировано из оригинала 24 сентября 2015 года.
22. ↑  http://www.ieras.ru/diss/kg/d1.pdf Архивная копия от 22 июля 2015 на Wayback Machine С. 181—182.
23. ↑  Associated Press in Moscow. Russia warns Britain against planned spy plane overflight (англ.). the Guardian (16 августа 2022). Дата обращения: 18 августа 2022. Архивировано 17 августа 2022 года.
24. ↑  Британское частное образование теряет привлекательность для россиян Архивная копия от 28 апреля 2018 на Wayback Machine ТАСС, 27 апреля 2018 года
25. ↑  День брексита: Британия наконец выходит из ЕС. Что теперь? Архивная копия от 2 февраля 2020 на Wayback Machine, BBC, 31.12.2019
26. ↑  Песков на сообщения об уходе Джонсона заявил, что «мы его тоже не любим». РБК. Дата обращения: 8 июля 2022. Архивировано 7 июля 2022 года.
27. ↑  Russia says outgoing PM Truss was a 'catastrophically illiterate' disgrace. // Reuters. 20 октября 2022. Архивировано 20 октября 2022. Дата обращения: 21 октября 2022.
28. ↑  Захарова: Трасс запомнится катастрофической безграмотностью. // Ведомости. Дата обращения: 21 октября 2022. Архивировано 20 октября 2022 года.
29. ↑  BBC Media Player (недоступная ссылка) (англ.)
30. ↑  Russia’s Bear bomber returns Архивная копия от 12 февраля 2008 на Wayback Machine // BBC News (англ.)
31. ↑  Политика РФ. Архивировано 20 мая 2011 года.
32. ↑  Комментарий Департамента информации и печати МИД России в связи с публикацией доклада МИД Великобритании о соблюдении прав человека в мире в 2008 году Архивная копия от 11 октября 2013 на Wayback Machine 2009
33. ↑  О ежегодном докладе МИД Великобритании «Права человека и демократия — 2010» Архивная копия от 16 апреля 2022 на Wayback Machine // МИД России, 2011.
34. ↑  Комментарий Уполномоченного МИД России по вопросам прав человека, демократии и верховенства права К. К. Долгова в связи с обнародованием МИД Великобритании «Доклада о состоянии демократии и прав человека в 2011 году» (2012)
35. ↑  Россия вошла в список главных угроз для Британии Архивная копия от 22 сентября 2017 на Wayback Machine // Би-Би-Си, 9 ноября 2015.
36. ↑  Архивная копия от 17 марта 2018 на Wayback Machine «Россия оставляет за собой право принятия других ответных мер». РФ объявила о высылке 23 дипломатов и закрытии Британского совета в ответ на санкции по «делу Скрипаля» / kommersant.ru
37. ↑  Великобритания ввела санкции против 25 россиян. www.kommersant.ru (6 июля 2020). Дата обращения: 6 июля 2020. Архивировано 6 июля 2020 года.
38. ↑  Россия может ответить на «враждебность Британии» Архивная копия от 8 июля 2020 на Wayback Machine, BBC, 7.07.2020
39. ↑  The UK sanctions list. Дата обращения: 7 июля 2020. Архивировано 7 июля 2020 года.
40. ↑  UK slams Russian claim British Navy had part in Nord Stream blasts (англ.). POLITICO (29 октября 2022). Дата обращения: 5 ноября 2022. Архивировано 5 ноября 2022 года.